# BYD・シーライオン 7
BYD シーライオン7 (BYD SEALION 7、簡体中国語 : 海狮07EV) は中国の自動車メーカーであるBYDが2024年から生産・販売しているクロスオーバーSUV型の乗用車である。BYD SEALをベースに設計された電気自動車であり、日本国内では2025年4月15日より販売している。

## 概要
シーライオン7は、BYD 海洋シリーズ初の中型SUVの電気自動車であり、「海獅(シーライオン)」ブランド初のモデルである。中型セダンであるSEALをベースに設計され、e-platform 3.0 と呼ばれるプラットフォームを採用している。中国本土の他、欧州や日本で販売されており、BYDの世界戦略車として重要な役割を担っている。

## デザイン

### 外装
シーライオン7のデザインは、BYDのデザイン統括責任者であるヴォルフガング・エッガー氏が担当している。海洋シリーズに共通するデザイン言語として (海洋生物の自由さと美しさ) を取り入れ、フロント部分は海洋シリーズの特徴である「OCEAN X Face」を採用し、ブーメラン型のLEDライトを搭載している。側面には空と海の境界線を表現したダブル・ウエストラインがあり、ドアハンドルは走行中に格納されるようになっている。ルーフは後端に向けて穏やかに傾斜するクーペスタイルであり、リアゲートにはダックテール型のリアスポイラーを組み込むことで、空気抵抗値は Cd = 0.28 を実現している。リアには貫通式のLEDコンビネーションライトが配され、一文字のテールライトは水平線を、その内部にちりばめられているドットライトは水滴をイメージしている。

### 内装
5名乗車のシートにはナッパレザーを採用し、フロントシートにはキルティング加工を施している。ダッシュボード中央には回転可能な 15.6 インチのタッチスクリーンを搭載し、ボタン類はシフトレバーの周囲に集約している。オーディオシステムには、デンマークのオーディオメーカーであるディナウディオ社製の12スピーカーによるHi-Fiオーディオを採用している。また、ルーフには電動ブラインド付きのパノラミックガラスルーフを搭載している。

## メカニズム

### シャシー
シーライオン7は、e-platform 3.0と呼ばれるEV専用プラットフォームをベースに、バッテリーパックに車体の構造体としての役割を持たせたCTB (Cell to Body)を採用している。サスペンションはフロントにダブルウィッシュボーン式、リアに5リンクのマルチリンク式を採用し、可変ダンピングアブソーバーを装備している。

### パワートレイン
RWD (UKXYT型) とAWD (UKXYA型) があり、RWDは最高出力230kW (312 PS)、最大トルク 380 N･mの永久磁石同期モーターをリアに搭載し、AWDはそれに加えて最高出力160 kW (217 PS) 、最大トルク310N･mのかご形三相誘導モーターをフロントに搭載している。また、AWDにはiTAC(インテリジェンス・トルク・アダプテーション・コントロール)と呼ばれるトルク配分制御ユニットを搭載しており、前後モーターの回転角度を最小0.022°で検知可能とすることで出力トルクを瞬時に制御し配分を調整することができる。リアアクスルには最高回転数23,000rpmの永久磁石同期モーターを搭載し、バッテリーマネジメントシステムやDC-DCコンバーター、オンボードチャージャー、高圧配電モジュール、車両コントロールユニット、モーターコントロールユニット、駆動用モーター、トランスミッションを搭載した8in1となっている。バッテリーは、82.56 kWhのLFP (リン酸鉄リチウムイオンバッテリー)を搭載し、WLTCモード計測値で590 km (RWDの値。AWDは540 km。)の一充電走行距離を実現している。空調用ヒートポンプシステムとバッテリー温度管理システムを統合したヒートポンプシステムを備えており、充電予熱機能を採用することで低い温度環境下でも安定した充電を可能としている。急速充電時の最大受入容量105 kw となっている。

### インフォテインメントシステム
15.6インチの回転式タッチスクリーンは、クアルコム社製のSnapdragon 8155チップが搭載され、タッチスクリーンから窓や電動ブラインド、アンビエントライトなどの車両操作が可能となっている。また、音声検知範囲が後部座席に拡大され、後席からの音声による車両操作が可能である。BYDストアからアプリを追加できるほか、Apple CarplayやAndroid Autoを搭載している。スマートフォンとの連携機能として、BYDアプリで車両状況の確認、施錠解錠、エアコンなどのコントロールが可能であり、スマートフォンまたはスマートウォッチのウォレットにNFCカードを追加することで施錠開錠やイグニッションONが可能である。

## 年表
2023年11月17日
広州モーターショー2023で世界初公開。
2024年10月14日
パリモーターショー2024で欧州発表。予約受付開始。
2025年1月10日
東京オートサロンで日本初披露。
2025年3月15日
日本での事前予約受付を開始。
2025年4月15日
日本国内販売を開始。事前予約受付で100台以上の受注を獲得。